# Celso Torrelio Villa
Celso Torrelio Villa (Chuquisaca, 3 de junho de 1933 — La Paz, 23 de abril de 1999) foi um militar e político boliviano e presidente de seu país entre 4 de setembro de 1981 e 19 de julho de 1982.